# لوئیجی (نام)
لوئیجی ممکن است به یکی از موارد زیر اشاره داشته باشد:
- لوئیجی
- لوئیجی آمدئو
- لوئیجی د ماجیستری
- لوئیجی جیولیانو
- لوئیجی لوکنی
- لوئیجی بیانکی
- لوئیجی کرمونا
- لوئیجی فانتاپی
- لوئیجی وانویتلی
- لوئیجی بونوس
- لوئیجی کروبینی
- لوئیجی کومنچینی
- لوئیجی کوتزی
- لوئیجی فیلیپو دامیکو
- لوئیجی لو کاشو
- لوئیجی مانی
- لوئیجی پاوزه
- لوئیجی پیستیلی
- لوئیجی زامپا
- لوئیجی مالربا
- لوئیجی پیراندلو
- لوئیجی کارلو فارینی
- لوئیجی ایناودی
- لوئیجی فاکتا
- لوئیجی لوتزاتی
- لوئیجی بوکرینی
- لوئیجی دالاپیکولا
- لوئیجی نونو
- لوئیجی گالوانی
- لوئیجی پالمیری
- لوئیجی آگنولین
- لوئیجی آلماندی
- لوئیجی آپولونی
- لوئیجی باربسینو
- لوئیجی برتولینی
- لوئیجی بورلاندو
- لوئیجی چونینی
- لوئیجی د آگوستینی
- لوئیجی دل‌نری
- لوئیجی دی بیاجو
- لوئیجی فررو
- لویئجی گریفانتی
- لوئیجی رادیچه
- لوئیجی ریوا
- لویجی سارتور
- لویجی سکارابلو
- لوئیجی آرینتی
- لوئیجی گانا
- لویجی لوکوتی
- لوئیجی مارکیزیو
- لوئیجی مسترانجلو
- لوئیجی روسولو
- لویجی پوکیانتی